# Apor Noémi
Apor Noémi, eredeti neve: Várkonyi Noémi, házassága révén Fábri Zoltánné (Budapest, 1918. május 8. – 2005. június 29.) Jászai Mari-díjas (1975) magyar színésznő. Várkonyi Zoltán testvére, Fábri Zoltán felesége.

## Fiatalkora és családja
Zsidó származású szülők gyermeke. Édesapja, Várkonyi Titusz (1882–1954) újságíró és édesanyja, Grosz Julianna 1912. február 7-én kötöttek házasságot Budapest VII. kerületében. Várkonyi Noémi néven született, egy bátyja volt, Várkonyi Zoltán, valamint egy húga, Várkonyi Katalin.

## Pályafutása
1941-ben végzett az Országos Színészegyesület színészképző iskolájában. 1945–1949 között a Művész Színház tagja volt. 1950–1952 között az Úttörő Színházban játszott. 1952–1954 között az Ifjúsági Színházban szerepelt. 1953-ban filmezett először. 1954-ben szerződött a Nemzeti Színházhoz. 1974-től a Pannónia Filmstúdió, 1975-től pedig a Mafilm színésznője volt.
Giraudoux Trójában nem lesz háború című drámájában Kassandra, Dosztojevszkij Bűn és bűnhődés című regényének G. Baty-féle feldolgozásában Jelizavjéta figuráját alakította. A Csodák országa mesejátékban mint Dima, a kisfiú szerepelt. Magdaléna volt Federico García Lorca Bernarda Alba háza, az utcalány Miroslav Krleža Léda és Cathlee Eugene O’Neill Hosszú út az éjszakába című drámájában. Főként drámai karakterfigurákat alakított. Emlékezetes szerepe férje, Fábri Zoltán Utószezon című filmjében a Vöröshajú nő.

## Magánélete
1947-ben házasságot kötött Fábri Zoltán (1917–1994) filmrendezővel. Egy fiuk született: Fábri Péter (1950–2010) fotóművész.

## Színházi szerepei
A Színházi Adattárban regisztrált bemutatóinak száma: 33.
| - Anouilh: Euridike....I. színésznő - Giraudoux: Trójában nem lesz háború....Kassandra - Gádor Béla: Urak, költők, gyilkosok....Újságírónő - Dosztojevszkij: Bűn és bűnhődés....Jelizavjéta - Gow–d’Usseau: Mélyek a gyökerek....Honey - Arthur Miller: Édes fiaim....Lydia - Princev–Hocsinszkij: Csodák országa....Dima - Brustein: Tamás bátya kunyhója....Nancy - Gáli József: Erős János....Dermesztő - Gergely Márta: Úttörő barátság....Feri - Mihalkov: A vörös nyakkendő....Valerij - Móricz Zsigmond: Légy jó mindhalálig....Viola - Füsi József: Az aszódi diák....Koren Istvánné - Ivanov: Páncélvonat....Ideges hölgy - Madách Imre: Az ember tragédiája....1. polgárlány - Federico García Lorca: Bernarda Alba háza....Magdalena - Sartre: Főbelövendők klubja....Castagnié-né | - Carlo Goldoni: Mirandolina....Ortensia - Brecht: Jó embert keresünk....A sógornő - Brecht: Galilei élete....A vándorénekes felesége - Marceau: A tojás....Justine Magis - Mesterházi Lajos: Üzenet....Maca - Németh László: Az utazás....Júlia - Eugene O’Neill: Hosszú út az éjszakába....Cathlee - Illés Endre–Vas István: Rendetlen bűnbánat....Edit - Kohout: A harmadik nővér....A háziúr felesége - Németh László: II. József....Chanclos grófné - Weiss: Jean Paul Marat üldöztetése és meggyilkolása, ahogy a charentoni elmegyógyintézet színjátszói előadják de Sade úr betanításában....Simonne Evrard - Tersánszky Józsi Jenő: A kegyelmes asszony portréja....Palyákné; Türő anyósa; Csupa fájdalom; s külváros szag - Schiller: Stuart Mária....Margaret Kurl - Örkény István: Sötét galamb....Jusztina - Madách Imre–Keresztury Dezső: Csák végnapjai....Apácafőnöknő |

## Filmjei
- Ifjú szívvel (1953)
- Életjel (1954)
- Hannibál tanár úr (1956)
- Bolond április (1957)
- Éjfélkor (1957)
- Két félidő a pokolban (1961)
- Esős vasárnap (1962)
- A szélhámosnő (1963)
- Egy ember, aki nincs (1963)
- Kár a benzinért! (1964)
- Húsz óra (1965)
- Utószezon (1966)
- A nagy kék jelzés (1969)
- Hangyaboly (1971)
- Plusz-minusz egy nap (1973)
- 141 perc a befejezetlen mondatból (1975)
- Az ötödik pecsét (1976)
- Muslicák a liftben (1977)
- Magyarok (1978)
- Sértés (1979)
- Fábián Bálint találkozása Istennel (1980)
- Boldog születésnapot, Marilyn! (1980)
- Fekete rózsa (1980)
- A svéd, akinek nyoma veszett (1980)